# Reinhold Angerstein

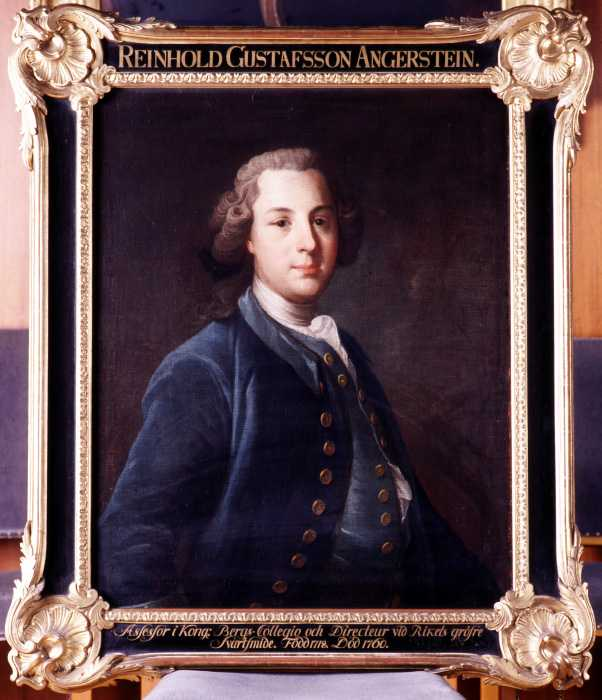
Porträtt 1755 av Olof Arenius

Reinhold Rücker Angerstein, född den 25 oktober 1718 på Vikmanshyttan, död den 3 januari 1760 i Stockholm, var en svensk metallurg, ämbetsman och företagare.
Reinhold Angerstein kom från en gammal släkt med tyskt påbrå som haft ämbeten inom bergsindustrin, och var son till brukspatron Gustaf Angerstein och Anna Rücker. Han var sonson till Johan Angerstein. Han blev student vid Uppsala universitet i februari 1727 och var sedan auskultant vid Bergskollegium från juni 1738 och extra ordinarie notarie från december 1744. I juni 1747 blev han kanslist vid fiskalskontoret, vice fiskal november 1752, direktör för den grövre järnförädlingen augusti 1753 samt extra ordinarie assessor oktober 1756. 
Vid 31 års ålder påbörjade Reinhold Angerstein en serie utlandsresor på stipendier. Från dessa resor skrev han ett antal utförliga och illustrerade reseberättelser hem till Bergskollegium, i vilka han framför allt skildrade tekniska och industriella iakttagelser från gruvor och järn- och stålverk. Mellan 1749 och 1757 var han på resa, med bara ett par korta uppehåll hemma, i Tyskland, Ungern, Österrike, Italien, Frankrike, Belgien, Nederländerna och England.
Även från hans inspektionsresor till svenska hyttor finns illustrationer bevarade. Mot slutet av sitt liv köpte han 1757 Vira bruk i Uppland. Han hade långtgående planer att bygga ut anläggningen, men hann inte genomföra dessa före sin död 1760. Han var ogift. Som tecknare finns han representerad vid bland annat Uppsala universitetsbibliotek.
| ” | Uti bergs bygden planteras nog Potatos, emedan åkerbruket ther ät ganska swagt, och utaf 1. del potatos samt 2 delar rismjöl bakas bröd; degen giöres på wanligit sätt, och syres, derefter sönderrifwes potatos, som förut blifwit kokade och skalade, hwilcka arbetas in i degen, hwarefter den åter syres. Sedermera bakas häraf stora runda bröd, gräddas och smaka ei illa. | „ |
| – Dagbok öfver Resan ifrån Freiberg genom Sachsen, Böhmen, Polen, Österriket och Italien Åren 1750 och 1751, den 22 januari 1750 i Prag | |   |

| ”                                       | Gärdes gårdarna uti Steyermark och Ober Östereich bindas med widjor, och sättes alt ned med en stör i sänder- ex;gr: at widjan flätas om hwarannan stör. Gärdsel här består mäst af spielkat trä, som inte är särdeles långt; men emedan störarne stå så mycket tätare blir ändå swårt at komma theröfwer. | „ |
| – Dito, den 29 oktober 1750 i Österrike | |   |

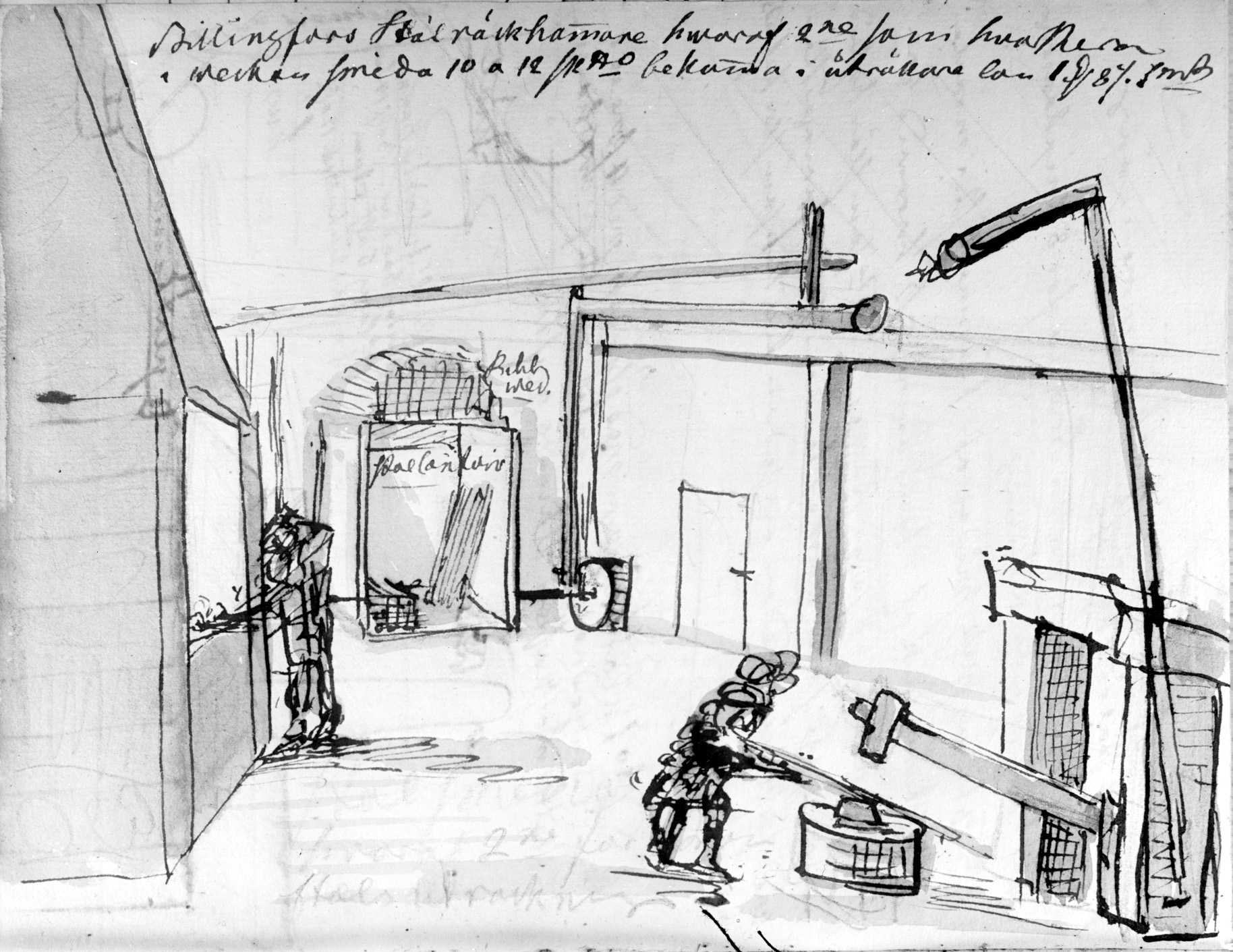
Billingsfors bruk i Dalsland i en skissbok från 1758, interiör från stålräckhammarsmedjan. Till vänster härden; en smed i arbete. Till höger hammaren; en smed räcker fram järnstången på städet. I fonden en avbalkning; ”stålcontoir”. Ovanpå ett vedupplag, "riklig ved".
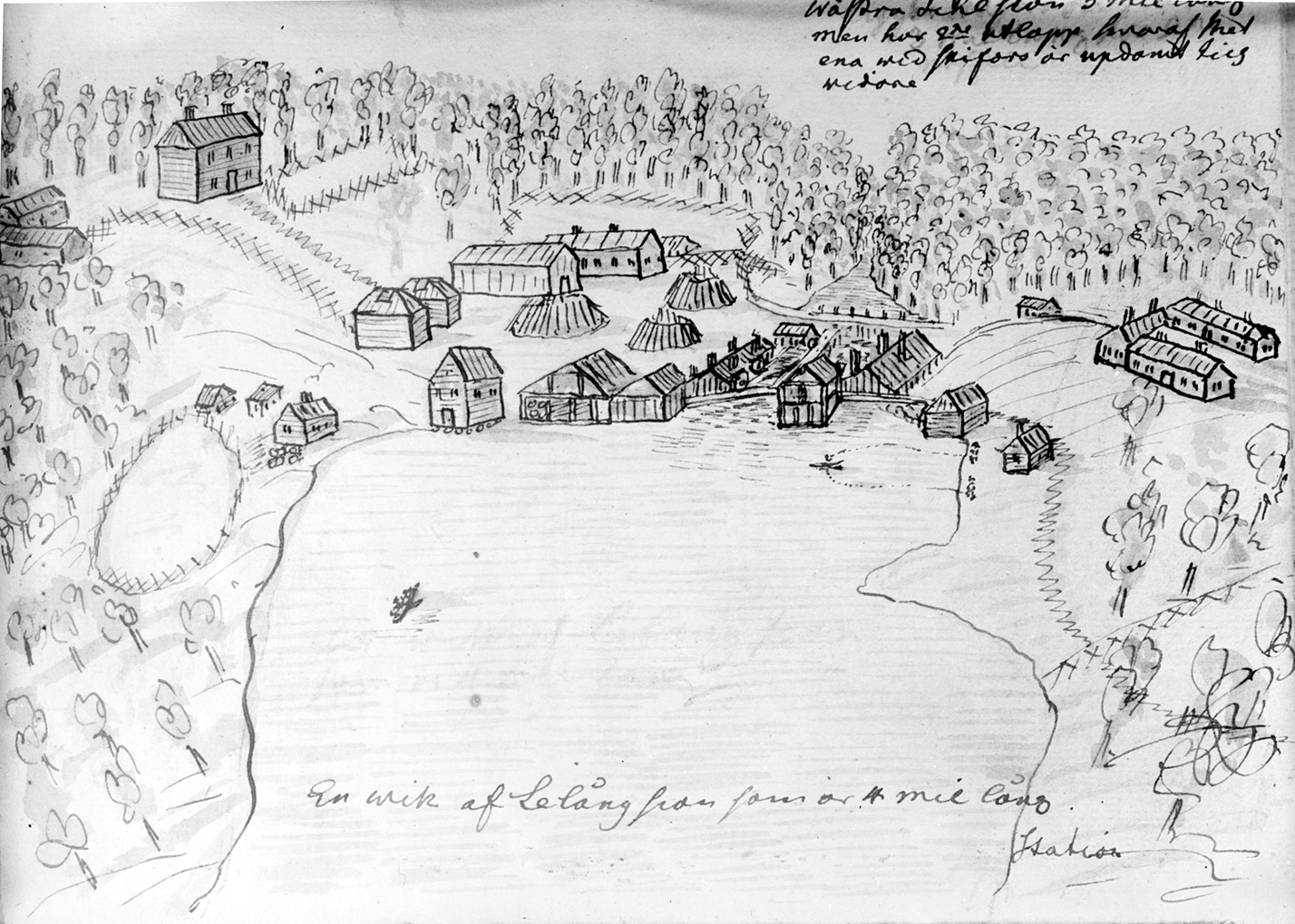
Gustavsfors bruk i Dalsland.
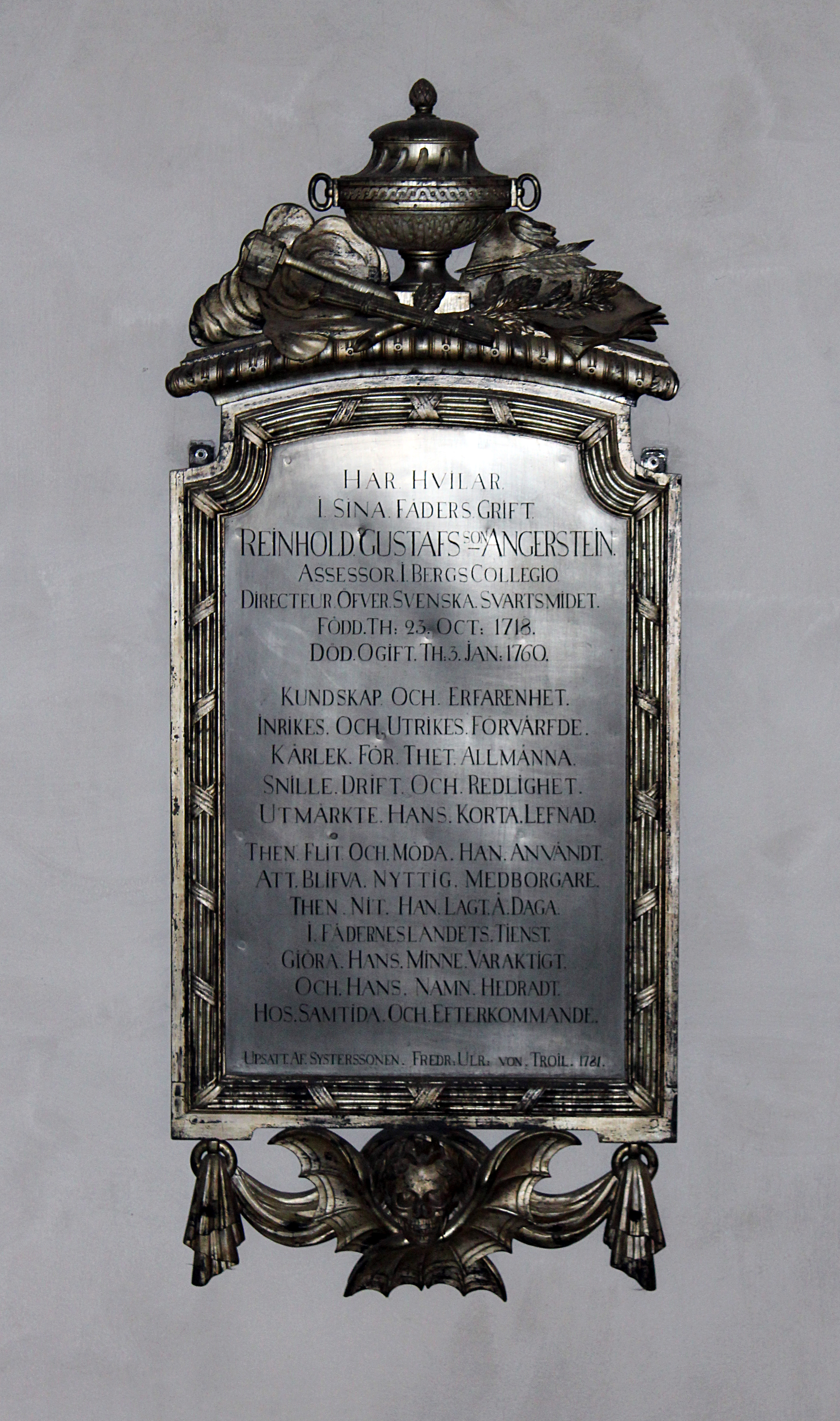
Epitafium över Reinhold Angerstein i Hedemora kyrka